# Alice Dominici
Alice Dominici (Imperia, 3 de abril de 1975) es una deportista italiana que compitió en natación sincronizada. Ganó una medalla de bronce en el Campeonato Europeo de Natación de 1999, en la prueba de equipo.

## Palmarés internacional
| Campeonato Europeo | Campeonato Europeo | Campeonato Europeo | Campeonato Europeo |
| Año                | Lugar              | Medalla            | Prueba             |
| ------------------ | ------------------ | ------------------ | ------------------ |
| 1999               | Estambul (Turquía) | Medalla de bronce  | Equipo             |